# سامي لي
سامي لي (بالإنجليزية: Sammy Lee) مواليد 7 فبراير 1959 في ليفربول، هو مدرب ولاعب كرة قدم إنجليزي دولي سابق كان يلعب كلاعب وسط. لعب خلال مسيرته 261 مباراة سجل خلالها 13 هدفاً.

## المسيرة الاحترافية

### أندية لعب لها
- نادي ليفربول
- كوينز بارك رينجرز
- أوساسونا
- بولتون واندررز

## روابط خارجية
- سامي لي على موقع الاتحاد الأوربي (الإنجليزية)
- سامي لي على موقع قاعدة بيانات كرة القدم.إي يو (الإنجليزية)
- سامي لي على موقع ناشيونال فوتبول تيمز (الإنجليزية)
- سامي لي على موقع Soccerbase.com (مدرب) (الإنجليزية)
- سامي لي على موقع عالم كرة القدم.نت (الإنجليزية)